# Ciriza
Ciriza (o Ziritza in basco) è un comune spagnolo di 64 abitanti situato nella comunità autonoma della Navarra.